# Hélder Lopes
Hélder Filipe Oliveira Lopes (ur. 4 stycznia 1989 w Vila Nova de Gaia) – portugalski piłkarz występujący na pozycji obrońcy w greckim AEK Ateny. W swojej karierze reprezentował także barwy takich klubów, jak Mirandela, Oliveira Douro, Espinho, CD Tondela, SC Beira-Mar, FC Paços de Ferreira i UD Las Palmas. Brat bliźniak Tiago Lopesa.